# Günther Thaden
Günther Thaden (* 9. Juni 1904 in Reichenbach im Vogtland; † 17. September 2001 in Bremen) war ein deutscher Verwaltungsbeamter und Genealoge.

## Leben
Günther Thaden war ein Sohn des Professors und Oberstudienrat Oskar Thaden und seiner Frau Elisabeth, geb. Joseph.
Günther Thaden besuchte ein Realgymnasium in seiner Geburtsstadt. Ab 1923 studierte er Rechtswissenschaften, erst in Tübingen, dann in Leipzig und zuletzt in Kiel. Nach dem Abschluss des Studiums promovierte er 1934 mit dem Thema Die Widerruflichkeit von Verwaltungsakten.
1933 trat er der NSDAP bei und absolvierte sein Referendariat beim Stadtrat der Stadt Zwickau. Unmittelbar nach seinem Zweiten Staatsexamen wurde er 1935 Bürgermeister von Schöneck/Vogtl., was er bis 1941 blieb. Er war als verbeamteter Bürgermeister Angehöriger des Sicherheitsdienstes des Reichsführers SS (SD). Dem Historiker Carsten Schreiber zufolge repräsentierte er am besten den vom SD bevorzugten Typus des Kommunalpolitikers. Im Mai 1941 wechselte er in das Generalgouvernement nach Krakau und wurde ab März 1943 Referent in der Abteilung Staats- und Kommunalverwaltung in der Regierung Hans Franks.
Nach dem Krieg trat er in die Bundesvermögensverwaltung ein und wurde Finanzpräsident bei der Oberfinanzdirektion Nürnberg.
Am 7. Oktober 1969 wurde er mit dem Verdienstkreuz I. Klasse ausgezeichnet.
Er beschäftigte sich auch mit der Genealogie. Von 1972 bis 1974 war er daher stellvertretender Vorsitzender, von 1974 bis 1986 Vorsitzender des Bremer genealogischen Vereins Die Maus. Später wurde er Ehrenvorsitzender des Vereins.
1936 heiratete er in Kassel Ursula Klippert.

## Veröffentlichungen
- Die „von Gerbrand in Wien“. Eine Ergänzung zu Adalbert Brauers Aufsatz über die Honrichs von Wolfswarffen. In: Genealogisches Jahrbuch, Band 25, 1985, S. 103–107.
- Aus der Geschichte der jeverländischen Familie Thaden. In: Oldenburgische Familienkunde. 28 (1986), S. 330–368.